# Hallam Foe
Hallam Foe è un film del 2007 diretto da David Mackenzie e basato sull'omonimo romanzo di Peter Jinks. La sceneggiatura è stata scritta da Ed Whitmore e dallo stesso David Mackenzie.

## Trama
Hallam Foe è un adolescente solitario, che vive nella grande tenuta del padre vicino a Peebles ed ha l'hobby di spiare le persone dalla sua casa sull'albero. Hallam è convinto che la sua matrigna Verity sia responsabile della morte della propria madre biologica, annegata due anni prima. La sorella del ragazzo lascia la casa per andare a studiare all'università, e diviene chiaro che suo padre e Verity non aspettano altro che anche Hallam se ne vada. Egli inizialmente rifiuta, ma la donna scopre il suo diario segreto, che usa prima per fare sesso con lui, e poi per cacciarlo sotto minaccia. Per scappare da lei e da suo padre, Hallam si trasferisce ad Edimburgo.
Al suo arrivo nella città, Hallam nota Kate, l'amministratrice dell'hotel Balmoral situato in centro, e la donna somiglia incredibilmente alla defunta madre del ragazzo. Egli riesce a persuaderla ad assumerlo nell'hotel prima come lavapiatti e in seguito come portiere, e fa della torre dell'orologio dell'hotel la sua nuova casa, poiché essa si affaccia sulla casa di Kate nel centro storico. Così, Hallam inizia a spiarla dalla finestra.
Hallam scopre che un impiegato superiore dell'hotel, Alasdair, ha una relazione extraconiugale con Kate, ma Alasdair si accorge del suo osservatorio dalla torre dell'orologio. Hallam, quindi, tenta di ricattare l'uomo con la consapevolezza dell'adulterio di quest'ultimo, ma Alasdair lo licenzia. Hallam gli rende pan per focaccia, e rintraccia sua moglie e suo figlio per fare in modo di dimostrargli la sua capacità, se solo volesse, di informare la sua famiglia della sua relazione. Ciò costringe Alasdair a restituirgli il lavoro.
Con il tempo, Hallam riesce ad essere promosso fino a portiere principale dell'hotel, e per il suo diciottesimo compleanno Kate lo invita a bere per la prima volta qualcosa di alcolico legalmente. Mentre è ubriaco, Hallam racconta a Kate il continuo amore per la sua defunta madre, e questo sembra affascinare la donna, che gli dice che le piacciono i ragazzi che danno i brividi. Inizia così, da questo punto, a svilupparsi una complessa relazione tra i due.
Tuttavia, il padre e la matrigna di Hallam iniziano a cercarlo di nuovo, inizialmente perché scoprono che egli ha denunciato i suoi sospetti sulla morte della madre alla polizia di Edimburgo. Successivamente, si viene a sapere che il padre di Hallam ha esaurito di pagare diversi debiti significanti e ha ora bisogno di sviluppare alcune terre nella sua proprietà, però la sua ex-moglie aveva voluto nel suo testamento che per qualsiasi questione simile fosse consultato il figlio. Hallam, però, rifiuta qualsiasi tipo di collaborazione a causa del suo sospetto di Verity.
L'odio di Hallam per Verity lo consuma del tutto, ed egli prova ad affogarla nel lago vicino a casa di suo padre, tuttavia la propria umanità ha il sopravvento, ed Hallam finisce per rianimarla. Solo a questo punto suo padre rivela di non aver fatto nessun tentativo per evitare il suicidio della ex-moglie. Hallam realizza, in questo modo, che tutta la sua ira era dovuta al fatto che sua madre l'aveva lasciato. Tale momento catartico gli permette, per la prima volta, di cambiare davvero, e lo vediamo nell'ultima scena felice e contento che cammina per le strade di Edimburgo.

## Colonna sonora
La colonna sonora del film è stata pubblicata dalla Domino Records, e presenta canzoni di artisti quali Franz Ferdinand (con il pezzo Hallam Foe Dandelion Blow), James Yorkston, U.N.P.O.C., King Creosote, Sons and Daughters, Four Tet, Psapp, Juana Molina e Test Icicles. La colonna sonora ha vinto diversi premi ed è stata integralmente utilizzata nel film, tuttavia Mackenzie ha affermato che aveva in mente cinque canzoni da utilizzare nel film, ma è riuscito ad inserirne solo una (Here on My Own di U.N.P.O.C.) nel posto che voleva.

## Sequenza animata
La sequenza animata del titolo è stata ideata dall'artista David Shrigley, il quale è anche l'autore dei disegni e della calligrafia del diario di Hallam. Nella sequenza iniziale, nella quale si vede Hallam che disegna degli schizzi, il reale disegnatore è in effetti David Shrigley.

## Distribuzione
Hallam Foe è stato presentato il 16 febbraio 2007 al Festival internazionale del cinema di Berlino ed è entrato in competizione per l'Orso d'oro per "Miglior Pellicola Cinematografica", tuttavia ha vinto l'Orso d'argento per la migliore colonna sonora. Il film è stato distribuito in Gran Bretagna il 31 agosto 2007, e il 5 settembre 2008 negli Stati Uniti, dove fu rinominato Mister Foe.